# NS 3200
De serie NS 3200 was een serie goederenstoomlocomotieven van de Nederlandse Spoorwegen (NS) en diens voorganger Hollandsche IJzeren Spoorweg-Maatschappij (HSM).
Wegens de goede ervaringen met de van de Nederlandsche Rhijnspoorweg-Maatschappij (NRS) overgenomen sneltreinlocomotieven 350-358, besloot de HSM om bij dezelfde fabriek Sharp Stewart and Company ook een serie goederentreinlocomotieven te bestellen. Tussen 1895 en 1898 werden de 601-616 geleverd. Deze driegekoppelde locomotieven voldeden ook goed, waarop de HSM een vervolgbestelling bij Werkspoor plaatste. Tussen 1900 en 1907 werden deze als 617-647 geleverd. Dit was de eerste bestelling van locomotieven bij Werkspoor door de HSM. Een andere wijziging door de HSM was dat deze locomotieven niet aansluitend aan de vorige serie locomotieven, maar vanaf een nieuw honderdtal werden genummerd.
Beide series waren niet van een oververhitter voorzien. Wel werd nog een vervolgserie met oververhitter besteld, welke tussen 1912 en 1914 als 671-685 werd geleverd.
De laatste vier geleverde locomotieven, de 644-647, werden bij aflevering voorzien van een Westinghouserem. De eerdere locomotieven waren nog voorzien van een vacuümrem, welke in 1911 werd vervangen door een Westinghouserem.
Bij de samenvoeging van het materieelpark van de HSM en de SS in 1921 kregen de locomotieven van deze serie de NS-nummers 3201-3247. In 1922 werd de 3222 als proef voorzien van een oververhitter, maar deze latere inbouw voldeed niet zodat het bij deze serie bij een locomotief bleef. Deze afwijkende 3222 werd in 1936 als eerste van de serie afgevoerd. Tot 1939 werden ook de 3202, 3208, 3214, 3215, 3225 en 3239 afgevoerd.
Tijdens de Tweede Wereldoorlog werden meerdere locomotieven naar Duitsland weggevoerd. De 3207, 3212, 3213, 3219 en 3230 kwamen daarna niet meer terug en werden als vermist opgegeven. De overige werden tussen 1946 en 1949 buiten dienst gesteld.
| Fabrikant                 | Fabrieksnummers | In dienst | HSM nummers | NS nummers | Uit dienst | Bijzonderheden |
| ------------------------- | --------------- | --------- | ----------- | ---------- | ---------- | -------------- |
| Sharp Stewart and Company | 4101-4105       | 1895      | 601-605     | 3201-3205  | 1938-1947  |                |
| Sharp Stewart and Company | 4199-4205       | 1896      | 606-612     | 3206-3212  | 1938-1946  |                |
| Sharp Stewart and Company | 4427-4430       | 1898      | 613-616     | 3213-3216  | 1936-1946  |                |
| Werkspoor                 | 21-26           | 1900      | 617-622     | 3217-3222  | 1936-1947  |                |
| Werkspoor                 | 27-28           | 1901      | 623-624     | 3223-3224  | 1947       |                |
| Werkspoor                 | 39-43           | 1901      | 625-629     | 3225-3229  | 1937-1949  |                |
| Werkspoor                 | 101-105         | 1903      | 630-634     | 3230-3234  | 1947-1949  |                |
| Werkspoor                 | 126-130         | 1904      | 635-639     | 3235-3239  | 1938-1947  |                |
| Werkspoor                 | 157-160         | 1906      | 640-643     | 3240-3243  | 1946-1947  |                |
| Werkspoor                 | 194-197         | 1907      | 644-647     | 3244-3247  | 1946-1947  |                |

## Afbeeldingen

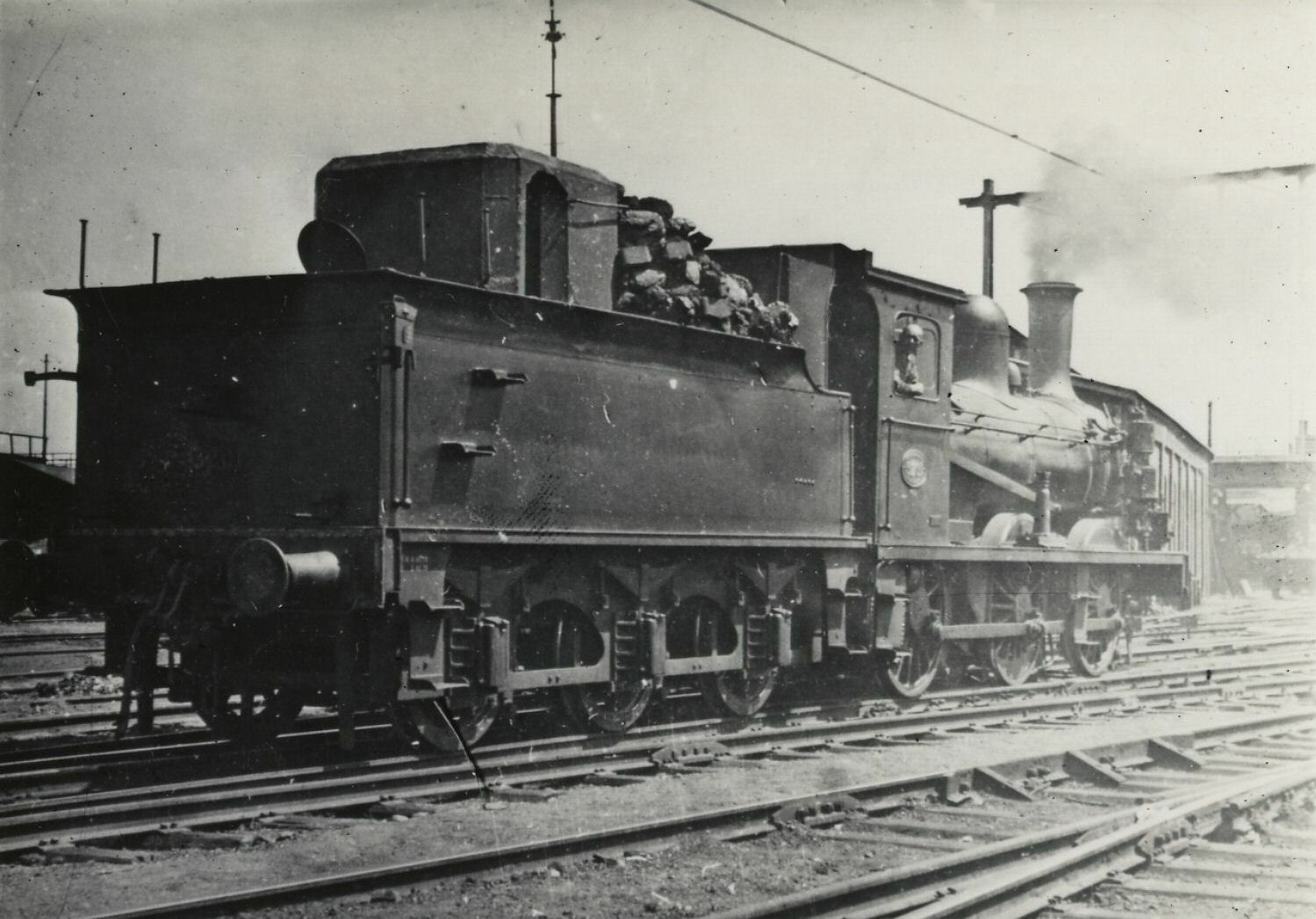
NS 3201 voorzien van een betonnen schuilplaats voor het locomotiefpersoneel op de tender te Den Haag S.S. (Tussen 1943 - 1944)
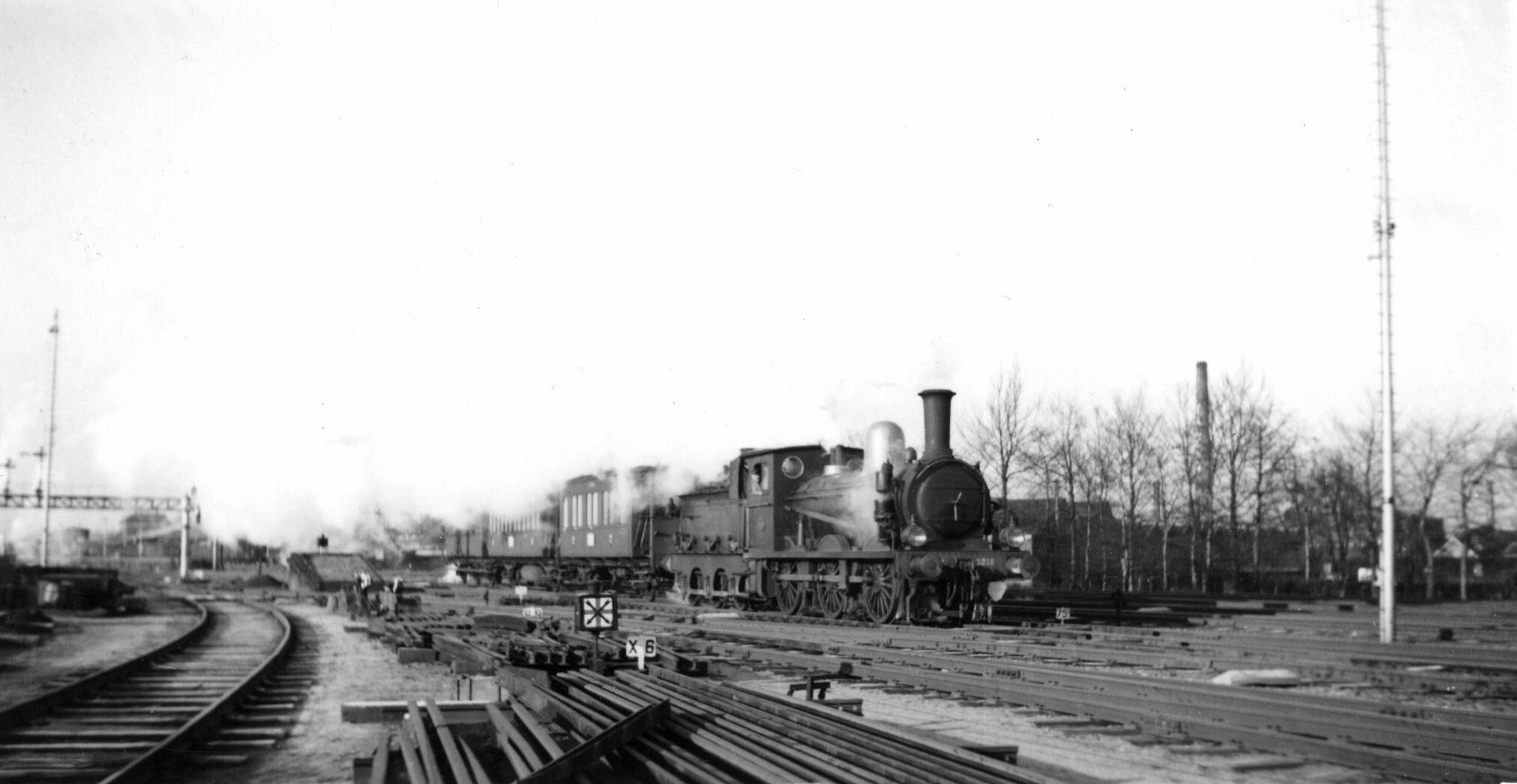
NS 3218 met een trein naar Dieren bij vertrek uit Apeldoorn. (18-12-1938)
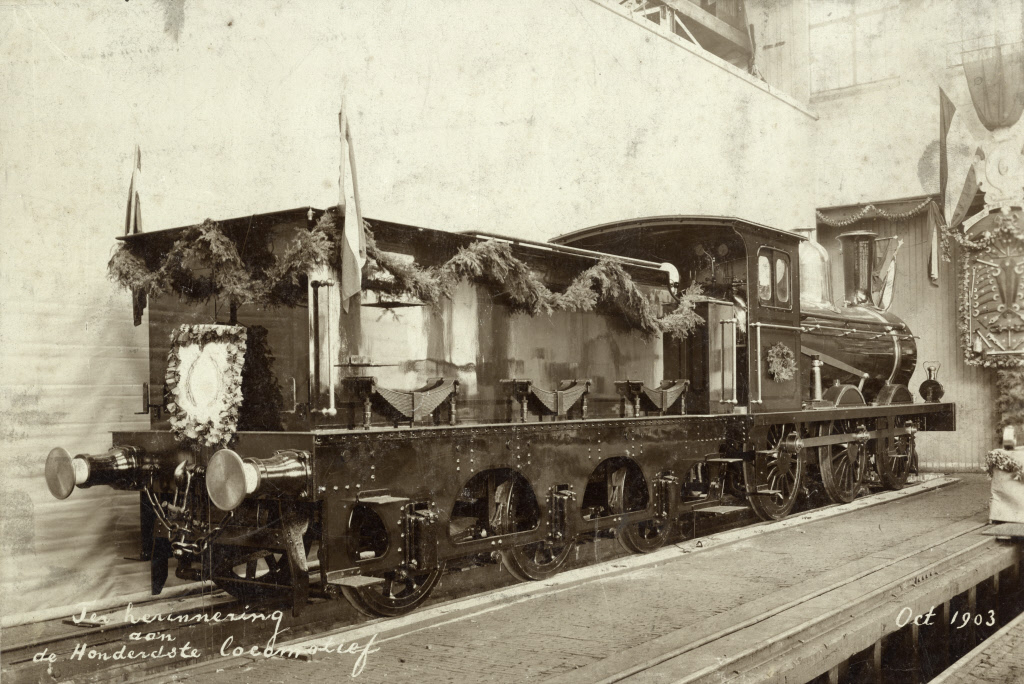
Versierde stoomlocomotief nr. 632 van de H.S.M. (later serie 3200 van de N.S.), de honderdste door Werkspoor Amsterdam gebouwde locomotief. (24-10-1903)
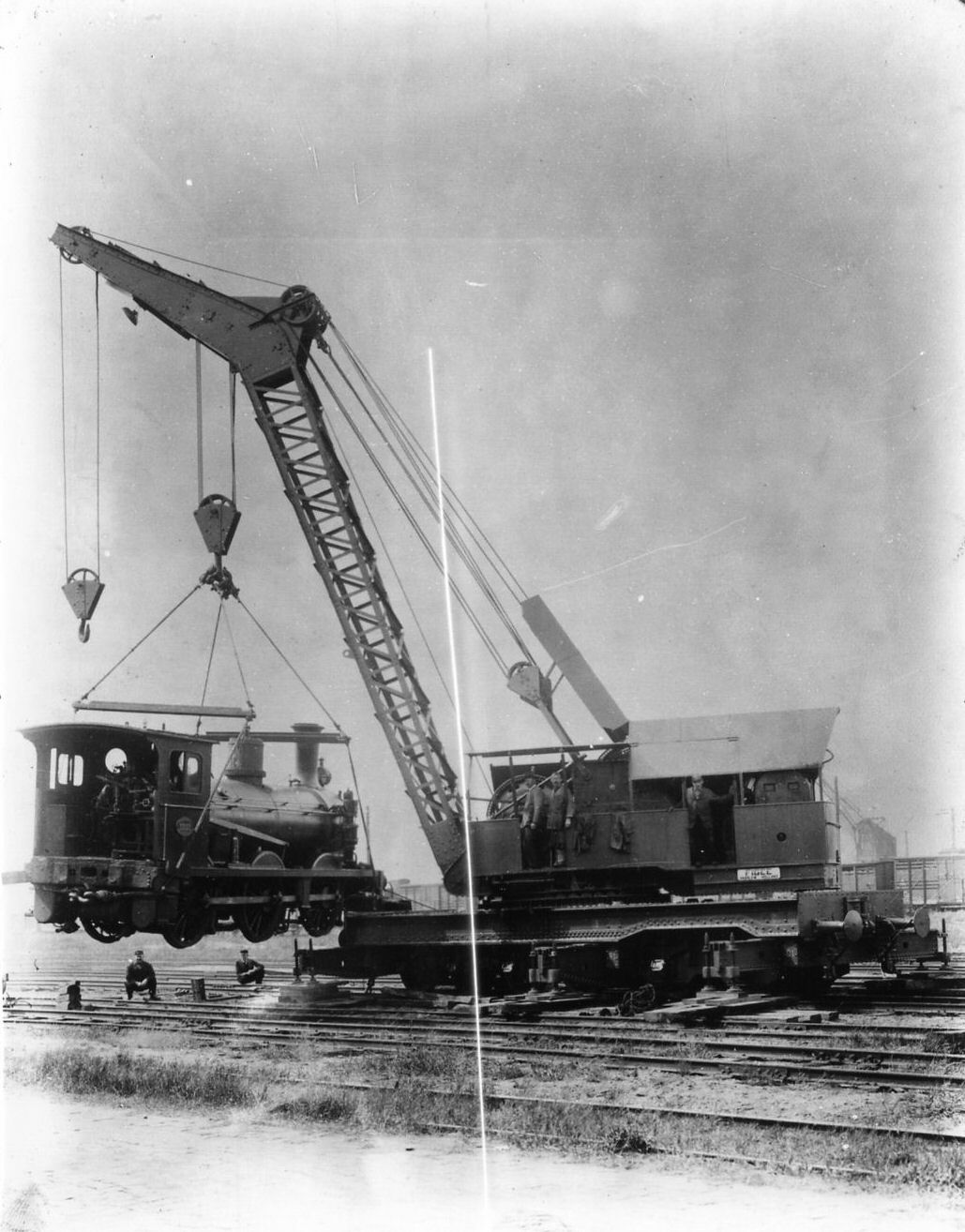
Figee hersporingskraan (ongevallenkraan) van de N.S. met in de takels de stoomlocomotief NS 3221. (Tussen 1920 - 1935)
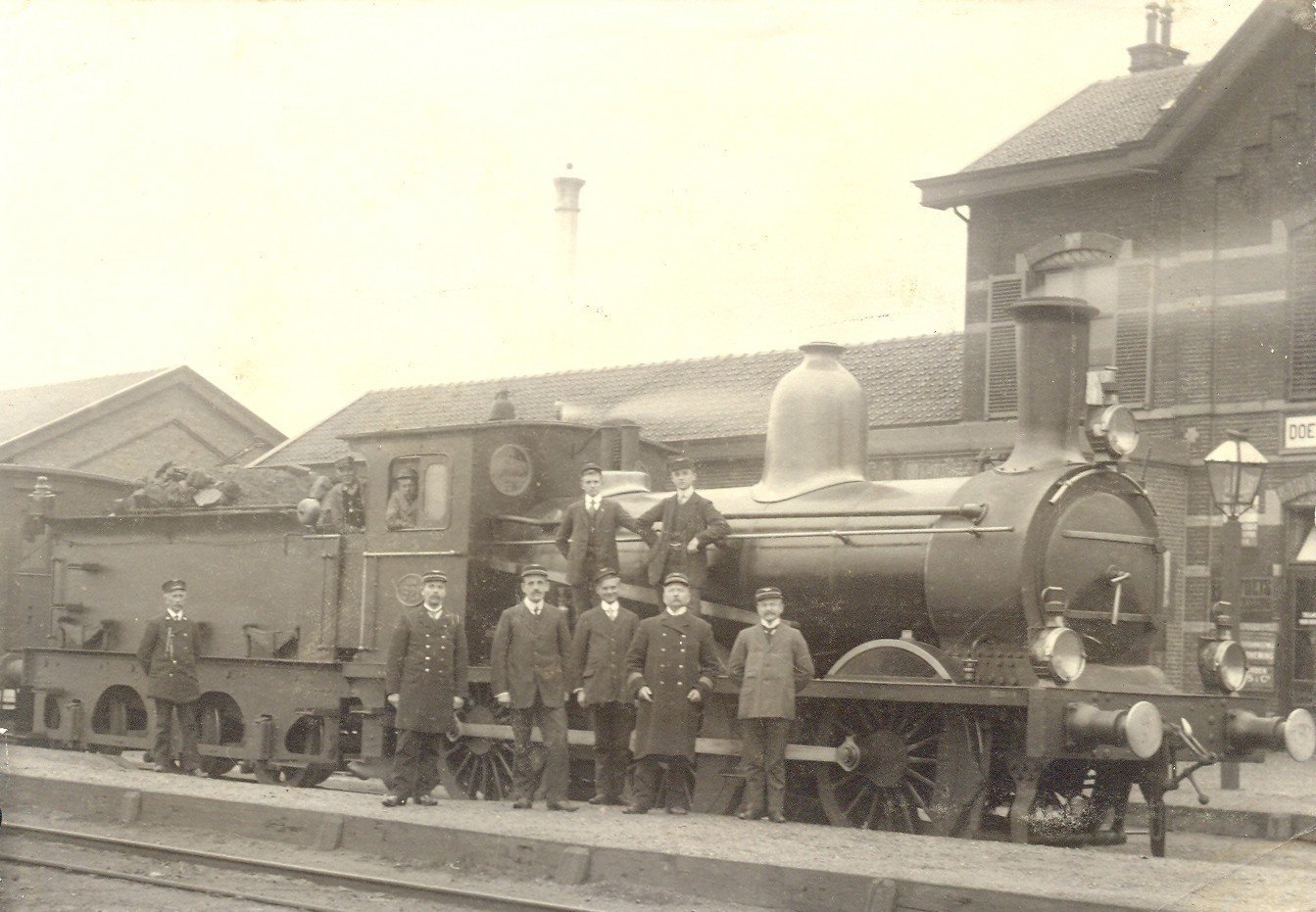
Stoomlocomotief uit de serie 3200 te Doetinchem, met stationspersoneel (Tussen 1910 - 1920)
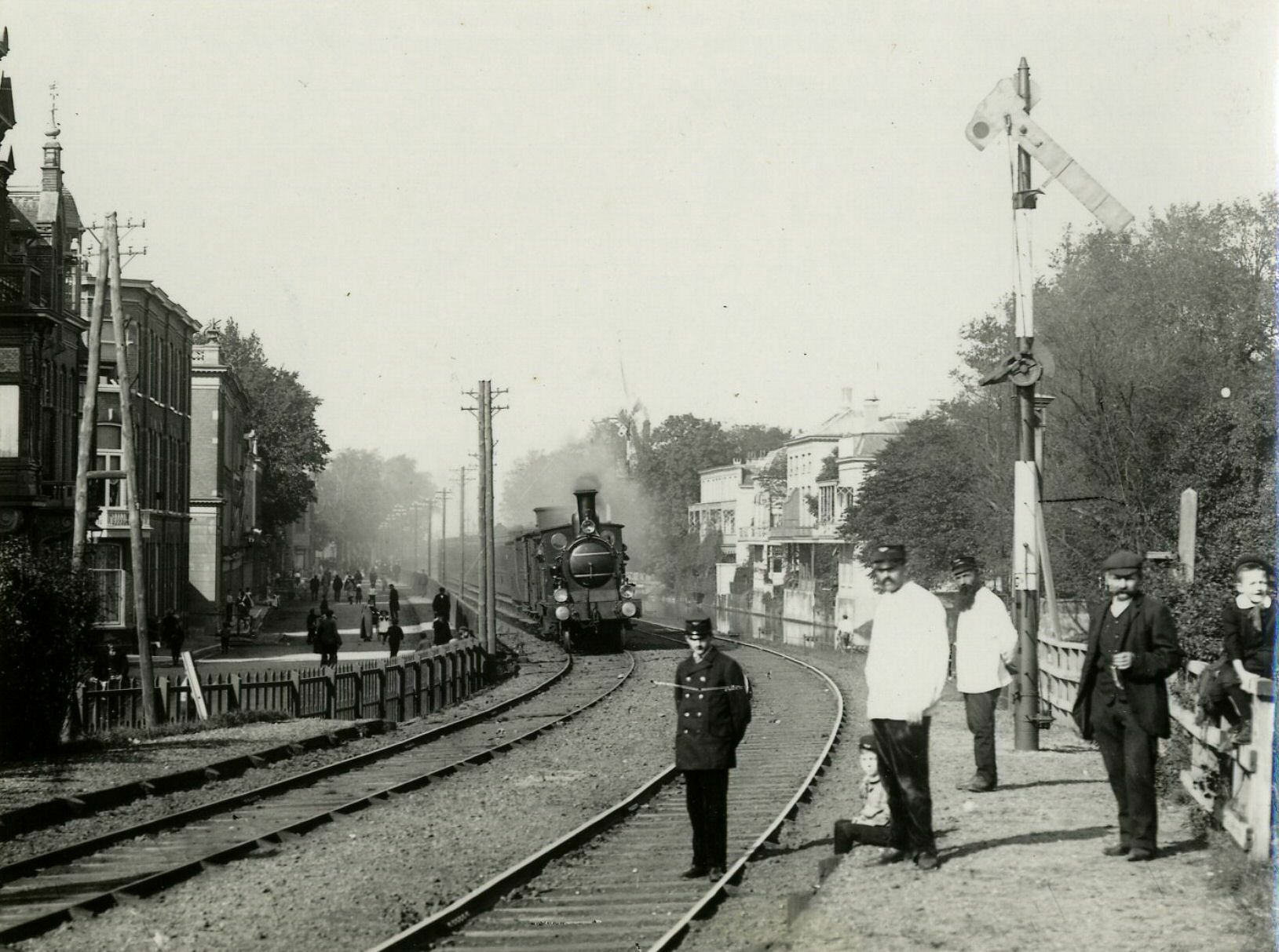
Een trein getrokken door een stoomlocomotief uit de serie 3200 ter hoogte van de Spoorsingel / Binnenwatersloot te Delft. (Tussen 1905 -1912)